# Імбріовець
46°15′ пн. ш. 16°49′ сх. д. / 46.25° пн. ш. 16.82° сх. д.
Імбріовець (хорв. Imbriovec) — населений пункт у Хорватії, у Копривницько-Крижевецькій жупанії у складі громади Джелековець.

## Населення
Населення за даними перепису 2011 року становило 341 осіб.
Динаміка чисельності населення поселення: